# Oxynoemacheilus insignis
Oxynoemacheilus insignis é uma espécie de peixe actinopterígeo da família Balitoridae.
Apenas pode ser encontrada na Síria.
Os seus habitats naturais são: rios.